# Bulat-Pestivien
Bulat-Pestivien (tiếng Breton: Bulad-Pestivien) là một xã của tỉnh Côtes-d’Armor, thuộc vùng Bretagne, tây bắc Pháp.

## Dân số
Người dân ở Bulat-Pestivien được gọi là Bulatois.